# 정운 (축구 선수)
정운(鄭澐, 1989년 6월 30일 ~ )는 대한민국의 축구 선수로 현재 제주 SK에서 왼쪽 풀백, 센터백으로 활동 중이다. 2009년까지는 정부식라는 이름으로 활약하였으며 2010년 현재의 이름인 정운으로 개명하였다.

## 클럽 경력

### 유소년 ~ 울산 현대
정운은 울산 현대의 유소년 팀인 현대고등학교를 거쳐 명지대학교에 진학하였다. 2012년 울산 현대에 입단하며, 프로 선수로서 커리어를 시작하였다. 그러나 당시 울산 현대는 AFC 챔피언스리그에서 무패우승을 할 정도로 막강한 전력을 과시하고 있었으며, 정운은 경쟁에서 밀려 단 한 경기도 출전하지 못하고 시즌을 마무리 지었다. 시즌 종료 이후 울산과 계약을 해지한 뒤, 대한민국을 떠나 새 팀을 찾아 나섰다.

### 크로아티아 리그
크로아티아 귀화, 이적 이화
정운은 울산에서 출전 기회를 못잡으며 해외 리그로 떠나게 됐다.
명지대학교 축구부에서 훈련을 하다 현재 에이전트를 소개받아 2013년 크로아티아 이스트라 1961로 이적했으며, 리그 베스트에 선정되는 등 성과를 인정받아 당시 크로아티아 축구협회에 의해 귀화 제의를 받았다.
정운 선수는 당시 고민을 했으나, 귀화를 제의받은 두 명의 선수중 동유럽 출신의 선수가 귀화를 하기도 했고, 대한민국 국민으로서 병역의 의무를 다 하기 위해 귀화를 포기했다고 한다.
크로아티아 1부 리그 프르바 HNL의 이스트라 1961에서 입단테스트를 치렀고, 입단하는 데에 성공하며 크로아티아에서의 새로운 생활을 시작하였다. 정운은 크로아티아 리그에서 성공적으로 정착하며, 프르바 HNL 2012-13 시즌 베스트 11에 선정되기도 하였다. 2014-15 시즌을 앞두고서는, RNK 스플리트로 이적하였다. 이 당시 크로아티아 축구 협회로부터 크로아티아 축구 국가대표팀 승선을 위해 정운을 귀화시키려고 노력을 했다. 하지만 크로아티아 국가대표팀이 오스트리아 선수를 귀화시키면서 일단락됐다.

### 제주 유나이티드
2016년 겨울 제주 유나이티드와 계약하면서 정운은 3년만에 고국 무대로 복귀했다. 정운은 시즌에 32경기를 출전, 1골 5도움을 기록하여 제주를 리그 3위로 이끌었고, K리그 베스트 11 수비수 부문에 선정되었다.
2018년 6월 12일 상근예비역으로 군 복무를 시작하였으며, K3리그 어드밴스 김포시민축구단에서 2년간 축구를 병행하게 되었다.
2020 시즌을 앞두고 군 복무를 마치고 제주로 돌아왔다.

## 국가대표팀 경력
2008년 5월 U-19 대표팀에 발탁돼 파주 NFC에서 2주 간 훈련한 것이 대표팀 경험의 전부다.

## 수상 내역

### 클럽

#### 울산 현대
- AFC 챔피언스리그 우승: 2012

#### 제주 SK
- K리그2 우승: 2020

### 개인
- K리그1 베스트 11: 2016
- K리그2 베스트 11: 2020